# Ali Bolaghi (Zanjan)
Pour les articles homonymes, voir Ali Bolaghi.
Ali Bolaghi (en persan : علي بلاغي, également romanisé en ‘Alī Bolāghī et Alibolagi ; aussi appelé ‘Alī Būlāghī, ‘Alībulāqi et Marchīn) est un village de la province de Zanjan, en Iran. Il est rattaché à la préfecture de Abhar.
Le village est signalé lors du recensement de 2006, mais sa population n'est pas rapportée.